# Chicago (band)
 For alternative betydninger, se Chicago (flertydig). (Se også artikler, som begynder med Chicago)
Chicago er en amerikansk musikgruppe dannet i 1967 i Chicago som The Chicago Transit Authority, før de forkortede navnet i 1970. Gruppen har haft utallige hits i løbet af primært 1970'erne og 1980'erne.
Gruppen spiller musik i stort set samme stil som Blood, Sweat and Tears, og de blev ofte sammenlignet med dem 1960'erne og 1970'erne. Gruppens genre omfatter også deres succesfulde rockballader.

## Historie
Chicago blev stiftet i 1967 som Chicago Transit Authority (navnet på byen Chicagos offentlige transport) og bestod af Peter Cetera, bas og vokal, Terry Kath, guitar og vokal, Robert Lamm, keyboard og vokal, James Pankow, trombone, Walter Parazider, saxofon og fløjte, Lee Loughnane, trompet og Danny Seraphine, trommer.
Gruppens debut album blev udgivet i 1969 og blev forholdsvis vellykket, men det var med gruppens andet album, en dobbelt LP blot kaldet Chicago, at det virkelige gennembrud kom. Albummet indeholdt blandt andet sangen "25 or 6 to 4", der blev et internationalt hit og er en af deres mest kendte kompositioner. Bandet udgav fra og med det tredje, albums betegnet med romertal, og gør det nogle gange endda i dag.
Selvom bandet havde succes, var det først i femte album Chicago V fra 1972, de toppede hitlisten i USA for første gang. Alle albums indtil VIII nåede førstepladsen i USA. Den første single blev nummer et med balladen "If You Leave Me Now" i 1976, som også markerede begyndelsen på en periode af succesfulde ballader for gruppen. Terry Kath døde tragisk i en ulykke i 1978, hvor en pistol var involveret.
1984 udgav bandet sin største kommercielle succes, albummet Chicago 17, som indeholdt den verdensomspændende hits "You're the Inspiration" og "Stay the Night". Kort derefter forlod Peter Cetera bandet for en solo-karriere, og han blev erstattet af Jason Scheff.
1992-1993 indspillede Chicago albummet Stone Sisyfos. Det var planlagt til udgivelse engang i 1993. Reprise Records afviste pladen, fordi de mente, at det manglede "commercial appeal". De ønskede at have noget som garanteret kunne sælge, og hvad der sælger er netop Chicagos ballader. Bandet gav op, forlod Reprise Records og startede Chicago Records. I sidste ende blev albummet udsendt i 2008 som Chicago XXXII: Stone of Sisyphus.
Den 15. februar 2007 var der 40 års jubilæum i gruppen. Dette blev fejret ved at frigive en ny samling, The Best of Chicago: 40th Anniversary Edition, der blev udgivet den 2. oktober 2007.

## Diskografi

### Studiealbum
- Chicago Transit Authority (1969)
- Chicago II (1970)
- Chicago III (1971)
- Chicago V (1972)
- Chicago VI (1973)
- Chicago VII (1974)
- Chicago VIII (1975)
- Chicago X (1976)
- Chicago XI (1977)
- Hot Streets (1978)
- Chicago 13 (1979)
- Chicago XIV (1980)
- Chicago 16 (1982)
- Chicago 17 (1984)
- Chicago 18 (1986)
- Chicago 19 (1988)
- Twenty 1 (1991)
- Night & Day Big Band (1995)
- Chicago XXV: The Christmas Album (1998)
- Chicago XXX (2006)
- Chicago XXXII: Stone of Sisyphus (2008)
- Chicago XXXIII: O Christmas Three (2011)
- Chicago XXXV: The Nashville Sessions (2013)
- Chicago XXXVI: Now (2014)
- Chicago XXXVII: Chicago Christmas (2019)

### Livealbum
- Chicago at Carnegie Hall (a.k.a. Chicago IV; 4-volume set) (1971)
- Live in Japan (1972)
- Chicago XXVI: Live in Concert (1999)
- Chicago XXXIV: Live in '75 (2011)
- Chicago at Symphony Hall (2015)